# Coccobius chaoi
Coccobius chaoi är en stekelart som beskrevs av Huang 1994. Coccobius chaoi ingår i släktet Coccobius och familjen växtlussteklar. Inga underarter finns listade i Catalogue of Life.